# Philippicae
De Philippicae of Orationes Philippicae (Nederlands: Filippische redevoeringen) zijn een werk van Marcus Tullius Cicero uit 44 v.Chr. met de veertien toespraken waarin hij Marcus Antonius aanklaagde. Cicero koos de titel omdat hij zich spiegelde aan de Filippika van Demosthenes tegen koning Philippos II van Macedonië. Bij Aulus Gellius is het werk vermeld als de Orationes Antonianae of Orationes in Antonium.

## Context
In de maanden na de moord op Julius Caesar voltrok zich een machtsstrijd tussen diens aanhangers en de moordenaars. Vooral de ambitieuze Marcus Antonius wierp zich op als een nieuwe bedreiging voor de Romeinse Republiek. Cicero probeerde in het bijzonder de Romeinse Senaat ertoe te bewegen Antonius uit te roepen tot publieke vijand (hostis) en hem militair te bestrijden. Doorheen veertien redevoeringen, gehouden van 2 september 44 v.Chr. tot 21 april 43 v.Chr., wist hij zijn doelstellingen grotendeels te bereiken. Nadat het leger van de senaat onder de controle kwam van Octavianus, sloot deze een triumviraat met Marcus Antonius. Ze kwamen een proscriptielijst overeen met te elimineren vijanden, waarop ook Cicero voorkwam. Hij vluchtte maar werd in Zuid-Italië achterhaald door een doodseskader van Antonius. Ze hakten zijn hoofd af dat de redevoeringen had uitgesproken en de rechterhand waarmee hij ze had neergeschreven.

## Nederlandse vertaling
- De republiek of de dood. Philippicae en brieven, vertaald en toegelicht door John Nagelkerken, 2020. ISBN 9789025310714